# 王启宏
王启宏（1930年—），男，江苏苏州人，中华人民共和国学者、政治人物，曾任中国民主同盟中央委员会常务委员，第七、八届全国政协委员。